# Wang Meifang
Wang MeiFang (王美芳) (Beijing, 1949) es una pintora china, heredera de la enseñanza académica de la pintura de la Corte Imperial. Pinta según los cánones de esta tradición secular.

## Biografía
De 1968 a 1976 se formó en el Instituto de Bellas Artes de Tianjin, centro en el que se graduó y fue docente  durante dos años y medio. Después de cuatro años de estudios, la  nombran maestra en pintura tradicional china de estilo gongbi.
Su maestro, Zhao Guojing, le enseñó el arte y la técnica de la pintura tradicional sobre tafetán de seda. Poco a poco irá adquiriendo un estilo propio, pintando personajes femeninos con fondos muy complejos, logrando animar rostros y manos para destacar los sentimientos deseados, una característica muy valorada en la historia de la pintura universal. Se distingue en la tradición pictórica china por la particular manera de representar la vida de las mujeres que  pintaba. Sus temas favoritos son los personajes históricos e ilustres de su país.
En 2006, la exposición "La Cina al Castello di Duino " reunió las obras más bellas de Wang Meifang y Zhao Guojing, incluido el ciclo completo que ilustra Viaje al Oeste y el conjunto de pinturas de las Douze Belles de Jinling, las famosas Heroínas del Sueño en el pabellón rojo.
Vive y trabaja en Nankín, la antigua capital del país, una ciudad que se ha mantenido como un importante centro cultural histórico. 

## Exposiciones y reconocimientos
- Medalla de plata en 1997
- Medalla de bronce en 1998
- Medalla de plata en 2000

- Exposiciones individuales en Singapur y Taipéi en 2000
- Exposición en el  Museo de Tianjin en primavera 2001
- Exposición en el  Centro Nacional de las Bellas Artes de Pekín
- Exposición en Saint-Tropez durante el Año de China en Francia, en julio de 2004
- Exposición en el castillo de Duino durante el Año de China en Italia, en 2006
- Exposición en el Museo Nacional de Shandong en 2014[4]

- Tres de sus obras forman parte de las colecciones del Museo de  Bellas Artes de Pekín

El Banco de China ha acuñado cuatro monedas de plata, con la efigie de personajes históricos que Wang Meifang y Zhao Guojing pintaron.

## Publicaciones
- Wang MeiFang : Se souvenir des saveurs d'autrefois - Ayto. de Saint-Tropez - (I.S.B.N. : 2-9522257-0-2) - 2004
- La Cina al Castello Di Duino - Danielle Elisseeff - François Thierry de Crussol - Jean-Pierre Michel - Edizioni Fenice Trieste - 2006

## Mercado del arte
En 2012 se vendía en Tianjin por 6,3 millones de yuans  (aproximadamente 1 millón de euros) la pintura sobre seda " 丽人行 ". Esta obra rinde homenaje a un poema de Du Fu.
El 25 de mayo de 2014 se vendía en Tianjin la serie de las " Douze Belles de Jinling " por la suma de 14,3 millones de yuans (2 millones de euros aproximadamente).